# Rydzyna (osada)
Rydzyna – osada w Polsce, położona w województwie wielkopolskim, w powiecie leszczyńskim, w gminie Rydzyna.
W latach 1975–1998 miejscowość należała administracyjnie do województwa leszczyńskiego.
W osadzie jest przystanek kolejowy Rydzyna, skąd do miasta Rydzyna jest 3,1 km drogą.